# 南丫島博寮港
南丫島博寮港計劃，是雅居樂夥同建旺合組的博寮港有限公司所提出，計劃於南丫島興建遊艇港項目，涉及約900伙住宅單位，150間酒店房間，500個遊艇泊位及一條保育走廊。在項目發展中，不會拆遷任何一戶，亦會保留原居民的生活環境，如模達新村、模達舊村及榕樹下村都會全數保留，項目亦會出錢改善這三村的配套，為島上發展生態旅遊。
在發展之前，公司會先做一條保育走廊，包括活化區內及周邊不少殘破但具歷史價值的文物及建築，如模達村、模達學校等。不少輿論擔心，項目會使南丫島變為「富豪俱樂部」。博寮港強調，整個「保育走廊」都會免費開放予公眾，亦可以接受團體、學校等舉辦生態遊。公司亦強調，所有樹林比較茂密的地方、海邊潮石、甚至溪流都盡量「不會碰」，物業興建亦會遷就海岸線，盡量「隱藏」在山脊及叢林之中。博寮港表示全部承諾都會寫入地契。